# Norwegian International 2024
Die Norwegian International 2024 im Badminton fanden vom 7. bis zum 10. November 2024 in Sandefjord statt.

## Sieger und Platzierte
| Disziplin    | Gold                                | Silber                        | Bronze                             |
| ------------ | ----------------------------------- | ----------------------------- | ---------------------------------- |
| Herreneinzel | Chen Chi-ting                       | Romeo Makboul                 | Pranay Shettigar                   |
| Herreneinzel | Chen Chi-ting                       | Romeo Makboul                 | Mikolaj Szymanowski                |
| Dameneinzel  | Wang Yu-si                          | Ágnes Kőrösi                  | Mirjam Lindgärde                   |
| Dameneinzel  | Wang Yu-si                          | Ágnes Kőrösi                  | Laura Fløj Thomsen                 |
| Herrendoppel | Maël Cattoen Lucas Renoir           | Filip Karlborg Mio Molin      | Robert Cybulski Szymon Slepecki    |
| Herrendoppel | Maël Cattoen Lucas Renoir           | Filip Karlborg Mio Molin      | Torjus Flåtten Vegard Rikheim      |
| Damendoppel  | Paulina Hankiewicz Kornelia Marczak | Sharone Bauer Emilie Vercelot | Nikol Carulla Carmen María Jiménez |
| Damendoppel  | Paulina Hankiewicz Kornelia Marczak | Sharone Bauer Emilie Vercelot | Anastasia Khomich Daria Zimnol     |
| Mixed        | Otto Reiler Amanda Aarrebo Petersen | Jonas Østhassel Julie Abusdal | Robert Cybulski Kornelia Marczak   |
| Mixed        | Otto Reiler Amanda Aarrebo Petersen | Jonas Østhassel Julie Abusdal | Jakob Ekman Nathalie Wang          |